# رپ فارسی
رَپِ فارسی به گونه‌ای از ژانر موسیقی به نام رَپ گفته می‌شود که به زبان فارسی خوانده می‌شود. این سبک موسیقی اگرچه بیشتر اثر گرفته از سبک رپ در آمریکا است، اما همهٔ ویژگی‌های آن را ندارد و همچنین برخی ویژگی‌های آن نیز در رپ آمریکایی وجود ندارد. رپ فارسی در اواخر دههٔ ۱۳۷۰ خورشیدی در ایران شکل گرفته است و خواننده‌های زیادی به‌طور زیرزمینی و غیرمجاز در این سبک فعال هستند. در ایران، خوانندگان رپ از این ابزار برای اعتراض به مشکلات اجتماعی، سیاسی، فرهنگی خود بهره می‌برند؛ اگرچه هنرمندان با هدف‌های گوناگونی مشغول به نوشتن شعر در چنین قالبی می‌شوند. این زیرسبک از موسیقی این فرم با به‌کارگیری تکنیک‌های غربی و بهره‌گیری از منابع بومی موجود به وجود آمده، موضوعی که که در ایران گاهی به سوی موسیقی عامه‌پسند گرایش یافته است؛ به‌گونه‌ای که امروزه جوانان ایرانی خیلی رواج دارد و در ایران به عنوان یک موسیقی دلنشین و آموزنده توسط مردم تأیید می‌شود. بیشتر خوانندگان رپ فارسی مجبور به مهاجرت شده‌اند و با نظام حاضر مخالف هستند.
موسیقی رپ فارسی به‌طور کلی به دو دسته تقسیم می‌شود:
دسته اول رپرهای مین‌استریم که بیشتر از موضوع‌هایی مانند زندگی و افکار خود، خوشگذرانی، عشق و مسائل روزمره و عادی ترانه‌های خود را می‌نویسند و تولید می‌کنند و ترویج زندگی‌ای آزاد و دور از قوانین را می‌دهند.
دسته دوم رپرهای زیرزمینی که از نظر آرایه و قافیه‌ها پیچیده‌تر از مین‌استریم‌ها هستند و معمولاً معترض‌تر از خوانندگان مین استریم هستند؛ اما مطلقاً جنبه سیاسی اجتماعی ویژگی اصلی این سبک نیست و هر موضوعی که مربوط به اعتراض باشد الزاماً زیرزمینی نیست چرا که بسیاری از تکنیک‌های نوشتاری در کارهای بعضی رپرهای اعتراضی رعایت نمی‌شود و در کنار کارهایشان به خوانندگی راک و پاپ و سبک‌های مین استریم دیگری می‌پردازند.

## پیشینه

### پیشینه غربی
موسیقی رپ در دههٔ ۱۹۸۰ میلادی و از میان موسیقی سیاه پوستان فقیر در ایالات متحده متولد شد. رپ در واقع یک نوع موسیقی اعتراض‌آمیز خیابانی است. این موسیقی از پیش پا افتاده‌ترین، سهل‌ترین و خیابانی‌ترین کلمات استفاده می‌کند؛ بدون این که از حیث ادبی بتوان این نوع استفاده را نقد کرد. در نوشتن متن ترانه‌های رپ، هیچ الزامی برای رعایت قوانین ادبی وجود ندارد. موسیقی رپ به موضوعاتی از جمله: اختلافات طبقاتی، ریاکاری، دعواهای خیابانی، فرهنگ غالب جهانی و همچنین بحران‌های سیاسی می‌پردازد. کلام آن اگرچه قافیه‌هایی ضعیف دارد و در نگاه بسیاری شعر ناب به حساب نمی‌آید اما با همین سادگی و بی پیرایگی خود می‌کوشد تا معنایی دیگر از زندگی اجتماعی را به ما یادآوری کند، که بعدی از زندگی مردم کوچه و خیابان است. به نحوی می‌توان گفت چارچوب تعیین شدهٔ موسیقی را که دارای قوانین سخت و مشخص است را خرد می‌کند تا موسیقی در دسترس عامی‌ترین افراد جامعه قرار گیرد.

### شکل‌گیری رپ فارسی
با وجود این که اولین اجرای موسیقی رپ در ایران، در اواسط دهه ۱۹۶۰ میلادی و توسط حسن شماعی‌زاده خوانده شده است؛ اما موسیقی رپ در ایران در دههٔ ۱۹۹۰ میلادی متولد شد؛ به‌طوری‌که جوانان ایرانی ابتدا تنها با رقص هیپ هاپ آشنا شدند و سپس با موسیقی و رشته‌های ورزشی دیگر مانند اسکیت‌بورد و به مرور، نقاشی گرافیتی نیز در ایران ظهور کرد. این سبک موسیقی پس از ترور توپاک شکور (۱۹۹۶) و رسانه‌ای شدن نکات مثبت و معضلات این فرهنگ به صورت گسترده‌تری به نسل جدید جوانان ایران معرفی شد.
در آغاز دهه ۷۰ شمسی، گروه سندی با آهنگ‌های مشهور «برو بابا»، «پری» و چند آهنگ دیگر این نوع موسیقی را به گونه‌ای مؤثرتر در دسترس طرفداران ایرانی قرار داد.
شاید بتوان بنیان‌گذار رپ فارسی در ایران را شایان دانست. او در سال ۱۳۷۵ در سبکهای گنگستا رپ فارسی و آمریکایی آغاز به کار کرد.
شایان، پرجمعیت‌ترین گروه رپ فارسی را تأسیس کرد که متشکل از پانزده نفر بود. این گروه واژخنیا نام داشت و تک‌تک اعضا، دست پرورده خود شایان بودند. واژخنیا در تهران و کالیفرنیا عضوگیری می‌کرد.
یاس در مصاحبه ای اذعان کرد که برای اولین بار، ایده نوشتن رپ فارسی را از شایان گرفت.
هیچ‌کس هم در مصاحبه ای، شایان را اولین رپر ایرانی نامید. سالها پیش، هیچ‌کس در یک تست رپ توسط شایان رد شد.
گروه واژخنیا دو آلبوم بین سالهای ۱۳۷۵ تا ۱۳۸۰ به نامهای اخگر و شکافت بیرون داد.
متعاقباً در اواخر دهه ۱۳۷۰ خورشیدی موسیقی با این حال و هوا در یک برنامهٔ تلویزیونی به نام «اکسیژن» در ایران پخش شد. این قطعه توسط شهاب حسینی مجری برنامه خوانده شد و تا حدودی مورد توجه قرار گرفت. تقریباً دو سال بعد از این رخداد، اولین آلبوم رسمی رپ فارسی در ایران توسط شاهکار بینش‌پژوه با نام اسکناس منتشر شد. این آلبوم که در سبک رپ طنز بود، اولین آلبوم رپ فارسی بود که در ایران با مجوز رسمی وزارت فرهنگ و ارشاد اسلامی منتشر شد.
در مورد فعالیت گروه‌های زیرزمینی رپ فارسی در ایران به دلیل پیچیدگی شرایط و تحت فشار بودن هنرمندان این سبک از موسیقی زیرزمینی، منابع دقیق و موثقی دال بر تاریخچهٔ اصلی، برنامه‌های ملاقات و نحوه شکل‌گیری گروه‌های ابتدائی منتشر نشده است. در اواخر دههٔ هفتاد خورشیدی رپ فارسی شکل جدی‌تری به خود گرفت، گروه زدبازی (در ابتدا شامل سامان رضا پور و مهراد مستوفی راد و سهراب مصطفوی)، گروه دونفرهٔ یاشار و شایان و سروش لشکری با نام مستعار «هیچ‌کس»، یاسر بختیاری با نام مستعار «یاس»، بهنام مهرخوان با نام مستعار «دیو سپید» در آمریکا از اولین خوانندگان و سپس بهرام نورایی، عرفان، حسین رحمتی، رضا ناصری آزاد، از اولین گروه‌ها یا اشخاصی هستند که به رپ فارسی پرداختند.

## موقعیت در ایران
در سال‌های اخیر به تعداد گروه‌ها و خوانندگان رپ در داخل ایران افزوده شده است. همچنین آثار گروه‌ها و خوانندگان رپ فارسی در خارج از ایران نیز از طریق اینترنت و شبکه‌های ماهواره‌ای در ایران منتشر می‌شود. با توجه به این که اخذ مجوز از وزارت فرهنگ و ارشاد اسلامی برای توزیع قانونی تولیدات موسیقی، برای این افراد عملاً امکان‌پذیر نبوده است و با توجه به فقدان قوانین انتشار الکترونیک و حق تکثیر در ایران، پخش این آثار از طریق اینترنت و معمولاً به صورت رایگان انجام می‌گیرد. اغلب گروه‌های زیرزمینی ایرانی نیز آثار خود را از طریق شبکه‌های اجتماعی، وبگاه‌ها و وب‌نوشت‌های شخصی به گوش شنوندگان می‌رسانند.
تصویری که از موسیقی رپ در ایران ترویج می‌شد گاهی آن را مرتبط با شیطان‌پرستی قرار می‌داد. در ۲۵ مهرماه ۱۳۸۷ برنامه‌ای از یکی از شبکه‌های تلویزیونی ایران پخش شد که به گفته سازندهٔ آن، به بینندگان نشان می‌داد که شیطان‌پرستی رابطه‌ای با رپ ندارد. با این حال، به نظر برخی منتقدان این برنامه در عمل تأثیر عکس روی بینندگانش می‌گذاشت.
گسترش رپ فارسی به‌طور زیرزمینی و از طریق اینترنت، به ویژه با توجه به این که برخی از آثار زیرزمینی شامل فحش و ناسزا بود، باعث شد که دفتر موسیقی وزارت ارشاد در مورد اعطای مجوز به آثار این سبک سخت‌گیرانه عمل کند. مدتی پس از این که قطعه‌ای در سبک «رپ-پاپ» فارسی در عنوان‌بندی مجموعهٔ تلویزیونی «خانه به دوش» از یکی از شبکه‌های تلویزیونی ایران پخش شد، دفتر موسیقی وزارت ارشاد در نامه‌ای به سازمان صدا و سیما از پخش ترانه‌ای با این سبک از رسانه‌ای مانند تلویزیون گلایه کرد. در سال ۱۳۸۴ نیز اولین موزیک «رپ-پاپ» فارسی آهنگ منو ببین با هنرمندی داریا منتصر و عماد و بهمن فرجی ساخته شد و از رادیو بی‌بی‌سی نیز پخش شد. با این حال، در اواخر سال ۱۳۸۵ خورشیدی آلبومی ۸ قطعه‌ای از مجید غفوری با نام «نگو دیره» منتشر شد که در یکی از قطعه‌های آن بخش‌هایی به سبک رپ توسط یاس خوانده شده بود. شایعاتی در مورد مجوز نداشتن این آلبوم یا مجاز شدن موسیقی رپ شکل گرفت که در نهایت با تأیید رسمی مجاز بودن این آلبوم توسط وزارت فرهنگ و ارشاد اسلامی ایران، برطرف شد.

### ممنوعیت‌ها
در آبان ۱۴۰۱ خبری مبنی بر حکم اعدام فردی به نام سامان یاسین که بر مبنای اجرا ترانه‌های سیاسی با مضمون رپ فارسی با حکم قاضی کل پرونده محکوم به اعدام شده است در فضای مجازی پخش شد.
ممنوعیت رپ فارسی در جمهوری اسلامی منجر به زندانی شدن بسیاری از رپرهای ساکن ایران و مهاجرت آنها به خارج از ایران شده است، با گذشت زمان و بازتاب رپ در همه عناصر جامعه اینطور به نظر می‌آید که حساسیت‌های حکومتی در این باب کم رنگ تر شده است.

## خوانندگان رپ فارسی
دسته‌بندی خوانندگان رپ فارسی مانند همه جای دنیا به یک دسته اصلی زیرزمینی است؛ اما با این حال در بین این خوانندگان دسته‌بندی‌های فرعی و غیررسمی نیز وجود دارند، مانند:
نسل صفر
رپرهایی که قبل از سال ۱۳۸۰ شروع به فعالیت کرده‌اند.
- شایان (با گروه واژخنیا)
- سندی

نسل یکم
رپرهایی که قبل از سال ۱۳۸۵ شروع به فعالیت کرده‌اند.
- امیر تتلو
- بهرام
- تهی
- حصین
- رضا پیشرو
- سالومه ام‌سی
- غوغا
- سهراب ام‌جی
- شاهین نجفی
- عرفان
- هیچ‌کس
- یاس
- ریویل
- سامان ویلسون[۱۶][۱۷]
- علی قاف
- علیرضا جی‌جی[۱۶][۱۸][۱۹][۲۰]
- مهراد هیدن[۲۱][۲۲]
- ساسی

نسل دوم
رپرهایی که سال‌های ۱۳۸۵ تا ۱۳۹۰ شروع به فعالیت کرده‌اند.
- جیدال
- سوگند
- علی سورنا
- صادق
- عماد قویدل
- متین دو حنجره
- وفا احمدپور
- فدایی
- بهزاد لیتو[۲۳][۲۴][۲۵][۲۶][۲۴][۲۷]
- پوبون[۲۸]
- آرمین
- تهم
- جرشا
- زخمی
- سپهر خلسه[۲۹]
- سیجل
- سینا ساعی
- سینا مافی
- شایع[۳۰][۳۱][۳۲]
- کچی بیتز
- نسیم پاریزه[۱۹]

نسل سوم
رپرهایی که سال‌های ۱۳۹۰ تا ۱۳۹۵ شروع به فعالیت کرده‌اند.
- توماج صالحی
- حمید صفت
- آرتا
- اردوان
- بامداد
- داریوش
- پارسالیپ
- پوریا پوتک[۳۳]
- حامد فرد
- دانیال
- سمی لو
- صفیر
- فرزان
- کنیس
- کوروش وانتونز

نسل چهارم
رپرهایی که سال‌های ۱۳۹۵ تا ۱۴۰۰ شروع به فعالیت کرده‌اند.
- سامان یاسین
- آیریک
- ایسین
- چرسی[۳۴][۳۵]
- دلو
- ریبار
- سیناتزا
- شاپور
- علی برش
- کاردو
- گادپوری[۳۶]
- مترپ
- مجهول
- مسین
- ممزی
- هومان
- هیپهاپولوژیست
- یانگ صادن
- امین تیجی
- ناجی[۳۷]

نسل پنجم
رپرهایی که از سال ۱۴۰۰ شروع به فعالیت کرده‌اند. رپرهای نسل ۵ عموماً دهه ۸۰ ای هستند و بیش از اینکه آهنگ رسمی داده باشند فری استایل دارند.
- آشنا (ابوالفضل عظیمی)[۳۸]
- اری[۳۸]
- نیکا[۳۸]
- امیر حافظ[۳۸]
- ایکس ویسکی
- پیاده (متین حیدری)[۳۸]
- تیام[۳۸]
- خطیب[۳۸]
- رادین[۳۸]
- رضا تیتو[۳۸]
- سنیور[۳۸]
- مشکی (دانیال تضاد)[۳۹]

## کتاب‌ها
اولین کتاب ترجمه شده در مورد هیپ‌هاپ توسط تیم هیپ‌هاپا و به ترجمهٔ مهران محمودی و مهرداد جمشیدی‌ها در سال ۱۳۹۵ تحت نام مقدمه‌ای بر هیپ‌هاپ منتشر شد که ترجمهٔ کتاب مهم کی‌آراس-وان بود. یک سال بعد کتاب نسل هیپ‌هاپ نوشتهٔ نصیر مشکوری نیز منتشر شد که به دلیل برخی از مسائل از جمله سختی در تهیهٔ منابع کافی، کتاب در دسترس عموم قرار نگرفت و عدهٔ معدودی به آن دست یافتند. هرچند پیش از این کتاب کتاب‌های تألیفی دیگری از جمله کتاب ابراهیم نبوی در مورد هیپ‌هاپ منتشر شده بودند، ولی این کتاب‌ها از لحاظ منابع و اطلاعات کتب قابل اطمینانی نبودند و اشتباهات زیادی داشتند.

## بازتاب در صداوسیما
در سال ۱۳۸۵ خورشیدی، رضا عطاران در عنوان‌بندی چند مجموعهٔ تلویزیونی از جمله متهم گریخت موسیقی رپ اجرا کرد. همچنین در تعطیلات نوروزی سال ۱۳۸۶ مجموعهٔ تلویزیونی دیگری به کارگردانی رضا عطاران به نام ترش و شیرین از شبکهٔ سوم سیما پخش شد که در عنوان‌بندی آغازین آن، رضا عطاران یک شعر (از نیلوفر لاری‌پور) را به صورت رپ می‌خواند. رضا عطاران و امیرحسین مدرس در عنوان‌بندی یک مجموعهٔ تلویزیونی دیگر به نام خانه به دوش نیز قطعه‌ای به سبک «رپ-پاپ» فارسی خواندند، که مورد توجه قرار گرفت. علاوه بر آن صدا سیما از آثار رپ در مجموعه‌های نمایشی خود استفاده‌های کرده است، این استفاده‌ها گاهی به‌طور مستقیم یا غیر مستقیم بوده برای مثال؛ در مجموعه تلویزیونی ۰۲۱ موسیقی از یکی از خوانندگان رپی پخش شده یا در برنامه‌های نمایشی گاهی از بیت‌ها و اشعار رپی استفاده شده، علاوه بر آن این بهره بری منحصر صدا سیما نبوده و در بخش سینمای خانگی هم نمونه‌های متعددی از آن دیده شده، برای مثال در فیلم قورباغه با بازی نوید محمدزاده به‌طور مستقیم و متعدد آثاری از خوانندگان رپ پخش شده، استفاده انحصاری برنامه‌های تلویزیونی تنها از آثار خوانندگان رپ نبوده و گاهی حتی از چهره و خود خوانندگان نیز بهره برده‌اند؛ دعوت امیر تتلو به چند برنامه نمایشی زنده از جمله دید در شب و اخبار شبانگاهی بیست و سی نمونه‌های از این استفاده‌ها است.

## رپ فارسی در فرهنگ و سیاست
در پاییز سال ۱۳۸۵ پس از انتشار فیلم خصوصی زهرا امیرابراهیمی، یاسر بختیاری (با نام هنری یاس)، با خواندن قطعه‌ای به نام «سی‌دی رو بشکن» و تشویق شنونده به قطع زنجیرهٔ پخش آن فیلم خصوصی، ابعاد اجتماعی موسیقی رپ را بیش از پیش به نمایش گذاشت.
در زمستان سال ۱۳۸۵، سروش لشکری با نام هنری هیچ‌کس، ترانه‌ای به نام «وطن‌پرست» را در دفاع از برنامه انرژی هسته‌ای ایران که از موضوعات مهم سیاسی وقت بود به سبک رپ منتشر کرد. همچنین در این آلبوم (جنگل آسفالت)، مهدیار آقاجانی آهنگساز این آلبوم از تلفیق موسیقی سنتی ایرانی با سبک رپ بهره برده است و صدای سازهایی مانند عود، تنبک، نی، دف، قانون و آوازهای ایرانی در آن شنیده می‌شود.
شاهین نجفی از اولین خوانندگان رپ سیاسی است که ترانه‌های او عمدتاً مضمونی اعتراضی و سیاسی دارند. او اولین کسی بود که سبک رپ راک را در ایران اجرا کرد. همچنین ترانه «نقی» او که در سبک رپ بود با واکنش‌ها و حاشیه‌های فراوانی رو به رو شد.
موسیقی رپ ایران در اواخر دههٔ ۸۰ خورشیدی دچار نوعی بحران شد و سبک جدیدی با ترکیب رپ/پاپ و شش و هشت نظر اکثریت مردم را به خود جلب کرد و شبکه‌های ماهواره ای به شدت درحال حمایت از این سبک بودند، حتی فیلم‌های سینمایی و سریال‌های تلویزیون ایران به‌طور غیرمستقیم و گاهی مستقیم از این موسیقی استفاده می‌کردند. البته بعدها رپرهای بهتری مانند بهرام و هیچ‌کس از ریتم شش و هشت در آلبوم‌های ۲۴ ساعت و انجام وظیفه به درستی استفاده کردند و همچنین موضوعات طنز مفهومی توسط کاردو در آهنگ اژدها استفاده شد و رنگ و بوی شش و هشت‌های خالتوری آرام آرام از رپ جدا شد. اما در کنار بحث‌برانگیز بودن‌های شش و هشت در این میان رپرهای دیگری با آهنگ‌هایی با ترویج استفاده از مواد مخدر بسیار بحث‌برانگیز بودند و از سوی دیگر آهنگ‌های ژانر اصلی زیرزمینی رپ که از سوی خوانندگانی مانند بهرام و هیچ‌کس و … خوانده می‌شد، موسیقی رپ ابعاد تازه‌ای به خود گرفت و باعث شد تا بحث مبارزه با موسیقی رپ شکلی جدی بگیرد و فیلتر شدن سایت‌های مربوط به این سبک موسیقی آغاز شد، تعداد زیادی از خوانندگان این سبک از جمله بهرام، هیچ‌کس، پیشرو، ویلسون، تتلو و قاف بازداشت شدند و همچنین استودیوهایی که در آن آهنگ‌های خود را ضبط می‌کردند توسط نیروی انتظامی پلمپ شد. اما هرچه گذشت تب رپ داغ‌تر شد و هواداران این سبک روز به روز بیشتر شدند.
در جریان انتخابات ریاست جمهوری ۱۳۹۶ اکثر خوانندگان رپی اعلام طرفداری از کاندیدای مورد نظر خود نموند، در این بین سروش هیچ‌کس با انتشار پستی با دعوت از طرفداران خود جهت حضور در پای صندوق‌های رای و رای دادن به حسن روحانی، حمایت خود را از او اعلام کرد در همین حین دیدار امیر تتلو با سید ابراهیم رییسی بسیار حاشیه ساز شد و توجه‌ها را به سوی او جلب کرد، کمی بعد تتلو از رای نیاوردن ابراهیم رییسی اظهار خوشحالی نمود و گفت: همان بهتر که رای نیاورد وگرنه فردا می‌گفتند که تشدید گشت ارشاد کار امیر تتلو است.

## رابطه شعر رپ فارسی با بحر طویل
«بحر طویل» یکی از قالب‌های نسبتاً نوین شعر فارسی است که سرایش رسمی آن تقریباً از دورهٔ صفویه آغاز شد. از دیدگاه فنی این قالب از تکرار نامحدود و دلخواه یک رکن عروضی سالم به‌مانند «فاعلاتن» ساخته می‌شود و همچنین لزومی برای طول مصراع‌ها در آن وجود ندارد. یک مصراع می‌تواند تا جایی که سراینده احساس می‌کند باید کشیده گردد، کشیده شود و سپس قافیه‌ای آورده شود و به مصراع بعد برویم. البته بحر طویل علاوه بر قافیهٔ پایانی می‌تواند در میانهٔ مصراع هم قافیه داشته باشد.
در حال حاضر، بسیاری از رپ خوان‌های ایران، در تلاش برای نزدیک کردن شعرهای خود به این گونهٔ شعری هستند.
در زبان فارسی، زیبایی‌شناسی بحر طویل بسیار ساده و زودیاب و لذت‌بخش بوده است و شاید به همین دلیل باشد که این قالب از قالب‌های عامیانه و مردم‌پسند شعر فارسی بوده است و شعرای مهم و جدی چندان به سرودن آن تمایلی نداشته‌اند. شاعر طنزپرداز معاصر «ابوالقاسم حالت» منظومهٔ «هدهدنامه» اش را در این قالب سروده است.
متن برخی ترانه‌های رپ فارسی از جهت شعری شباهت زیادی با بحر طویل دارد اگر چه از نظر محتوایی و استفاده از وزن‌های عروضی چنین شباهتی را ندارد. گرچه خوانندگان رپ فارسی از تکنیک دو وزن و قافیه نویسی استفاده می‌کنند و با توجه به تغییر فلو رایم و جابجایی چندین فرمول در یک ترانه رپ شعر بحر طویل را نمی‌توان رپ نامید.
خوانندگان رپ فارسی برای آشنایی نسل جوان با ادبیات فارسی در بعضی از آثار خود به اشعار شاعران گذشته اشاراتی داشته‌اند، برای مثال هیچ‌کس در آلبوم جنگل آسفالت در اولین آهنگ و مقدمه آلبوم مصرعی از سعدی را دکلمه می‌کند و در ترانه دیده و دل شعری از باباطاهر به‌صورت آواز سنتی خوانده می‌شود، همچنین در آلبوم سکوت از بهرام دکلمه ای از احمد شاملو با صدای خودش شاعر استفاده شده است، رضا پیشرو در یک فری استایل شعری از مولانا را تحت عنوان «عاشق دیوانه منم» بدون استفاده از موسیقی اجرا کرده است، کاردو خواننده نسل ۴ رپ فارسی در آهنگ چرخ و فلک از آلبوم شهربازی متروک دو بیت از شعر «به مادرش گفت علی روزی» از فروغ فرخزاد و یک مصرع بر وزن مصرع «مشکل چه هزار چه صد هزای ای ساقی» از خیام استفاده کرده است.

## رابطهٔ حکومت جمهوری اسلامی و رپ فارسی
پلیس، صداوسیما در تلاش برای مبارزه با آنچه که «جریان‌های موسیقی ناسالم» می‌نامند، برخورد با موسیقی رپ را در دستور کار خود قرار داد و اقدام به دستگیری عده کثیری از رپ خوان‌های در شهرهای مختلف ایران کردند. تلویزیون دولتی ایران نیز با پخش برنامه‌ای به نام «شوک»، اتهامات مختلف را متوجه هنرمندان رپ و هوادارانشان کرد حتی سایتی با نام برگ موزیک که پخش موسیقی رپ را بر عهده داشت مدیران آن توسط سپاه پاسداران دستگیر شدند و به زندان رفتند و سایت توسط نهاد دولتی توقیف شد.
در ۱۵ شهریور ۱۳۹۳ پیروز ارجمند، مدیرکل دفتر موسیقی وزارت فرهنگ و ارشاد اسلامی، از شروع روند مجوزدهی به رپ در ایران خبر داد که با نام گفتاواز معرفی خواهد شد.
آرمین زارعی با نام هنری آرمین2afm اولین خواننده رپ ایرانی بود که توانست به‌طور رسمی مجوز وزارت فرهنگ و ارشاد اسلامی را به دست آورد، تمامی آثار او قبل از دریافت مجوز در سبک‌های رپ و هیپ هاپ بود اما بعد از دریافت مجوز و شروع به فعالیت رسمی آثار پخش شده از وی در سبک‌های پاپ بود.
برخی خوانندگان پاپ فارسی با دارا بودن مجوز رسمی از وزارت فرهنگ و ارشاد اسلامی، در کارنامه خود آثاری با محتوای رپ به ثبت رسانده‌اند، برای مثال شهاب مظفری طی یک پست اینستاگرامی با انتشار یک ویدیو از خود که در آن نشان داده شد مشغول اجرای یک قطعه رپی است